# Discographie d'UFO
Cet article présente la discographie du groupe de hard rock anglais, UFO. Elle s'étale sur près de 40 années de carrière, de 1970 à aujourd'hui. Malgré une qualité de musique indéniable, le groupe ne sera jamais un gros vendeur de disques. Seuls deux de ses albums, Strangers in the Night et No Place to Run, obtiendront une certification au Royaume-Uni.

## Albums

### Albums studio
| Année | Album                                                                                         | Charts | Charts | Note AllMusic                                          |
| Année | Album                                                                                         | [ 2 ]  | [ 3 ]  | Note AllMusic                                          |
| ----- | --------------------------------------------------------------------------------------------- | ------ | ------ | ------------------------------------------------------ |
| 1970  | UFO 1 - Sortie : octobre 1970 - Label : Beacon Records                                        | —      | —      | 3/5 étoiles                                            |
| 1971  | Flying (One Hour Space Rock) - Sortie : juin 1971 - Label : Beacon Records                    | —      | —      | 3/5 étoiles                                            |
| 1974  | Phenomenon - Sortie : mai 1974 - Label : Chrysalis Records                                    | —      | —      | 3/5 étoiles                                            |
| 1975  | Force It - Sortie : juillet 1975 - Label : Chrysalis Records                                  | 71     | —      | 4/5 étoiles                                            |
| 1976  | No Heavy Petting - Sortie : mai 1976 - Label : Chrysalis Records                              | 169    | —      | 2,5/5 étoiles                                          |
| 1977  | Lights Out - Sortie : mai 1977 - Label : Chrysalis Records                                    | 23     | 54     | 4/5 étoiles                                            |
| 1978  | Obsession - Sortie : juin 1978 - Label : Chrysalis Records                                    | 41     | 26     | 3/5 étoiles                                            |
| 1980  | No Place to Run - Sortie : janvier 1980 - Label : Chrysalis Records - : Argent                | 51     | 11     | 1,5/5 étoile                                           |
| 1981  | The Wild, the Willing and the Innocent - Sortie : janvier 1981 - Label : Chrysalis Records    | 77     | 19     | 3/5 étoiles                                            |
| 1982  | Mechanix - Sortie : février 1982 - Label : Chrysalis Records                                  | 82     | 8      | 2,5/5 étoiles                                          |
| 1983  | Making Contact - Sortie : janvier 1983 - Label : Chrysalis Records                            | 153    | 32     | 2,5/5 étoiles                                          |
| 1985  | Misdemeanor - Sortie R-U : novembre 1985 - Sortie É-U : mars 1986 - Label : Chrysalis Records | 106    | 74     | 2/5 étoiles                                            |
| 1992  | High Stakes and Dangerous Men - Sortie : 1992 - Label : Chrysalis Records                     | —      | —      | 4/5 étoiles                                            |
| 1995  | Walk on Water - Sortie : 1995 - Label : Eagle Records                                         | —      | —      | 3,5/5 étoiles                                          |
| 2000  | Covenant - Sortie : 25 juillet 2000 - Label : Shrapnel Records, SPV GmbH                      | —      | —      | 2,5/5 étoiles                                          |
| 2002  | Sharks - Sortie : 3 septembre 2002 - Label : Shrapnel Records                                 | —      | —      | 3/5 étoiles                                            |
| 2004  | You Are Here - Sortie : 16 mars 2004 - Label : SPV GmbH                                       | —      | —      | 2,5/5 étoiles                                          |
| 2006  | The Monkey Puzzle - Sortie : 25 septembre 2006 - Label : SPV GmbH                             | —      | —      | 3,5/5 étoiles                                          |
| 2009  | The Visitor - Sortie : 2 juin 2009 - Label : SPV GmbH                                         | —      | 99     | 3,5/5 étoiles                                          |
| 2012  | Seven Deadly - Sortie : 24 février 2012 - Label : SPV GmbH                                    | —      | 63     | 0/5 étoileErreur d’expression : opérateur < inattendu. |
| 2015  | A Conspiracy of Stars - Sortie : 3 mars 2015 - Label : SPV GmbH                               | —      | —      | 0/5 étoileErreur d’expression : opérateur < inattendu. |

### Albums live
| Année | Album                                                                                       | Charts                 | Charts                 | Note AllMusic |
| Année | Album                                                                                       | Drapeau des États-Unis | Drapeau du Royaume-Uni | Note AllMusic |
| ----- | ------------------------------------------------------------------------------------------- | ---------------------- | ---------------------- | ------------- |
| 1972  | Live - Réalisation : 1972 - Label : Gema Nova                                               | —                      | —                      | 3/5 étoiles   |
| 1978  | Strangers in the Night - Réalisation : Décembre 1978 - Label : Chrysalis Records - : Argent | 42                     | 6                      | 4,5/5 étoiles |
| 1992  | Lights Out in Tokyo - Réalisation : Février 1993 - Label : Castle/Essential                 | —                      | —                      | 4/5 étoiles   |
| 2003  | Live on Earth - Réalisation : 22 septembre 2003 - Label : Zoom Club Records                 | —                      | —                      | —             |
| 2005  | Showtime - Réalisation : 8 novembre 2005 - Label : SPV GmbH                                 | —                      | —                      | 3,5/5 étoiles |
| 2023  | Werewolves Of London - Sortie prévue : 14 février 2023                                      | —                      | —                      | —             |

### Principales compilations
| Année | Album | Note AllMusic                                          |
| ----- | --- | ------------------------------------------------------ |
| 1973  | The Best of UFO - Réalisation : 1973 - Label : Nova/Beacon Records                                                        | —                                                      |
| 1976  | Space Metal - Réalisation : 1976 - Label : Nova/Beacon Records                                                            | 2/5 étoiles                                            |
| 1979  | UFO Profile - Réalisation : 1979 - Label : Decca Records/ Teldec                                                          | 2/5 étoiles                                            |
| 1983  | Headstone: The Best of UFO - Réalisation : Août 1983 - Label : Chrysalis Records                                          | 3,5/5 étoiles                                          |
| 1992  | The Essential UFO - Réalisation : 19 juin 1992 - Label : Chrysalis Records                                                | 4/5 étoiles                                            |
| 1993  | The Decca Years - Réalisation : 19 avril 1993 - Label : Repertoire Music                                                  | —                                                      |
| 1994  | Too Hot too Handle - Réalisation : 7 mars 1994 - Label : Castle Music                                                     | 4/5 étoiles                                            |
| 1996  | The Best of UFO - Réalisation : 1996 - Label : EMI Records                                                                | —                                                      |
| 2004  | Flying: The Early Years 1970 - 1973 - Réalisation : 31 août 2004 - Label : Castle Music                                   | 3/5 étoiles                                            |
| 2006  | One of These Nights: The Collection - Réalisation : 17 juillet 2006 - Label : Castle Music                                | 3/5 étoiles                                            |
| 2008  | The Best of UFO (1974-1983) - Réalisation : 15 avril 2008 - Label : Chrysalis Records                                     | 4/5 étoiles                                            |
| 2019  | Will the Last Man Standing (Turn Out the Light): The Best of Ufo - Réalisation : 15 mars 2019 - Label : Chrysalis Records | 0/5 étoileErreur d’expression : opérateur < inattendu. |

### Ep
| Année | Album                                                             | Charts                 | Charts                 | Note AllMusic |
| Année | Album                                                             | Drapeau des États-Unis | Drapeau du Royaume-Uni | Note AllMusic |
| ----- | ----------------------------------------------------------------- | ---------------------- | ---------------------- | ------------- |
| 1988  | Ain't Misbehavin' - Réalisation : Mars 1988 - Label : FM Revolver | —                      | —                      | 2/5 étoiles   |

## Singles
- Source[5]:

### Années 1970 à 1979
| Année | Titre                                                                         | Charts | De l’album                     |
| ----- | ----------------------------------------------------------------------------- | ------ | ------------------------------ |
| 1970  | Shake About It - Face B : Evil - Label : Beacon Records                       | —      | UFO 1                          |
| 1970  | (Come Away) Melinda - Face B : Unidentified Flying Object - Label : Beacon    | —      | UFO 1                          |
| 1970  | Boogie for George - Face B : Treacle People - Label : Beacon                  | —      | UFO 1                          |
| 1970  | C'mon Everybody - Face B : Timothy - Label : Beacon                           | —      | UFO 1                          |
| 1971  | Prince Kajuku - Face B : The Coming of Prince Kajuku - Label : Beacon         | —      | Flying                         |
| 1972  | Galactic Love - Face B : Loving Cup - Label : Decca Records                   | —      | Aucun Loving Cup vient de Live |
| 1973  | Give Her the Gun - Face B : Sweet Little Thing - Label : Chrysalis Records    | —      | Aucun                          |
| 1974  | Doctor Doctor - Face B : Lipstick Traces - Label : Chrysalis                  | —      | Phenomenon                     |
| 1975  | Shoot Shoot - Face B : Love Lost Love - Label : Chrysalis                     | —      | Force It                       |
| 1977  | Too Hot Too Handle - Face B : Lights Out - Label : Chrysalis                  | —      | Lights Out                     |
| 1977  | Alone Again Or - Face B : Electric Phase - Label : Chrysalis                  | —      | Lights Out                     |
| 1977  | Try Me - Face B : Gettin' Ready - Label : Chrysalis                           | —      | Lights Out                     |
| 1978  | Only You Can Rock Me - Face B : Cherry - Label : Chrysalis                    | 50     | Obsession                      |
| 1978  | Born to Loose - Face B : Reasons Love - Label : Chrysalis                     |        | Obsession                      |
| 1979  | Doctor Doctor - Face B : On with the Action / Try Me - Label : Chrysalis      | 35     | Strangers in the Night         |
| 1979  | Shoot Shoot - Face B : Only You Can Rock Me / I'm a Loser - Label : Chrysalis | 48     | Strangers in the Night         |

### Années 1980 à 1998
| Année | Titre                                                                                               | Charts | De l’album                             |
| ----- | --------------------------------------------------------------------------------------------------- | ------ | -------------------------------------- |
| 1980  | Young Blood - Face B : Lights Out - Label : Chrysalis                                               | 36     | No Place to Run                        |
| 1980  | Couldn't Get It Right - Face B : Hot n' Ready (live) - Label : Chrysalis                            | —      | The Wild, the Willing and the Innocent |
| 1981  | Lonely Heart - Face B : Long Gone - Label : Chrysalis                                               | 41     | The Wild, the Willing and the Innocent |
| 1982  | Back Into my Life - Face B : The Writer - Label : Chrysalis                                         | —      | Mechanix                               |
| 1982  | Let It Rain - Face B : Heel of a Stranger / You'll Get Love - Label : Chrysalis                     | 62     | Mechanix                               |
| 1983  | When It's Time to Rock - Face B : Evey Body Knows - Label : Chrysalis                               | 70     | Making Contact                         |
| 1985  | This Time - Face B : The Chase - Label : Chrysalis                                                  | —      | Misdemeanor                            |
| 1986  | Night Run - Face B : Heavens Gate - Label : Chrysalis                                               | 94     | Misdemeanor                            |
| 1991  | One of These Nights - Face B : Long Gone /Ain't Life Sweet - Label : Essential/Castle Communication | —      | High Stakes and Dangerous Men          |
| 1998  | Venus - Face B : I Just Can't Quit It Babe - Label : Eagle records                                  | —      | Walk on Water                          |